# Agabus labiatus
Agabus labiatus es una especie de escarabajo del género Agabus, familia Dytiscidae. Fue descrita científicamente por Brahmen  1790.

## Distribución geográfica
Habita en Europa y norte de Asia (excepto China).